# Дванадцять виноградин

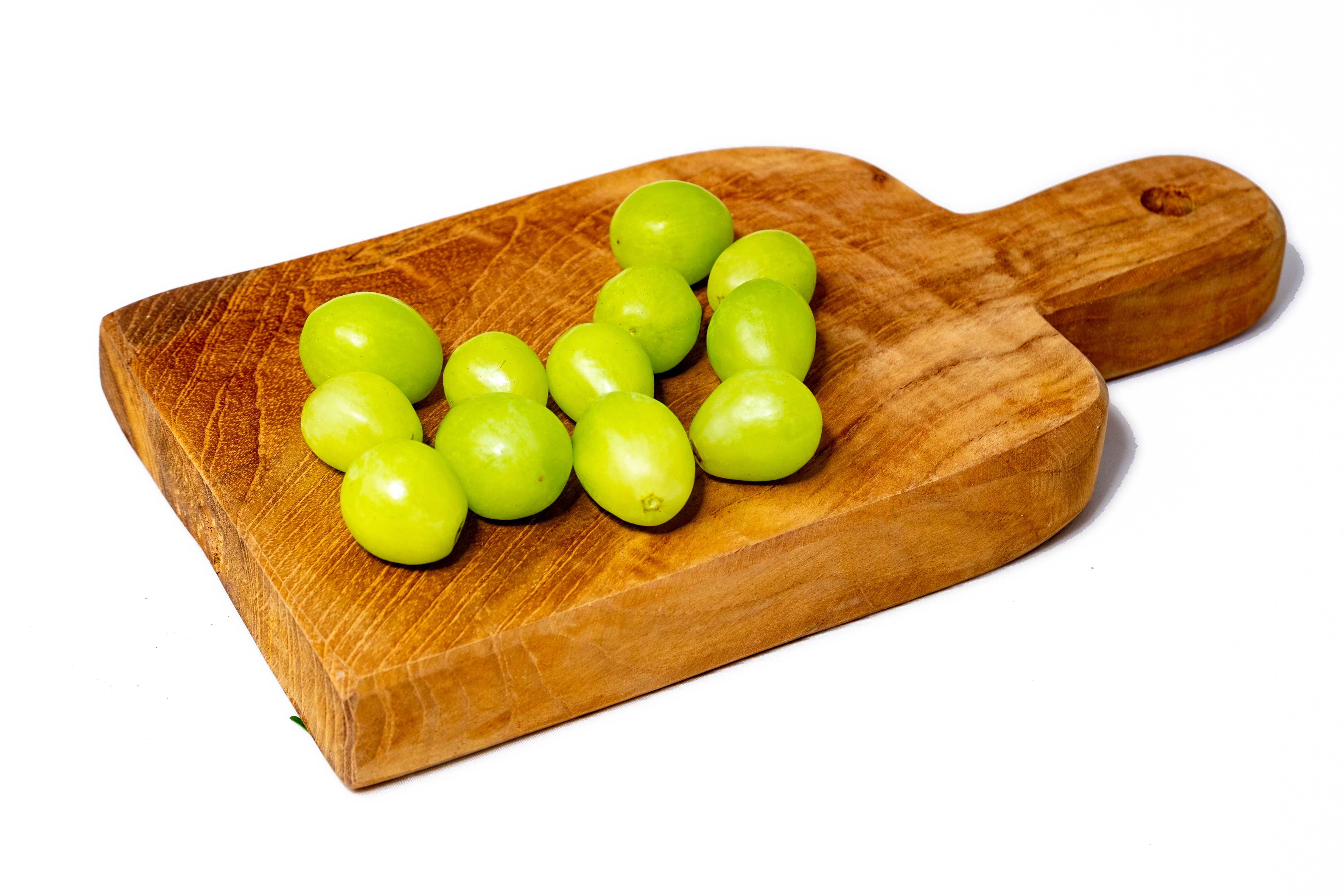
Дванадцять виноградин

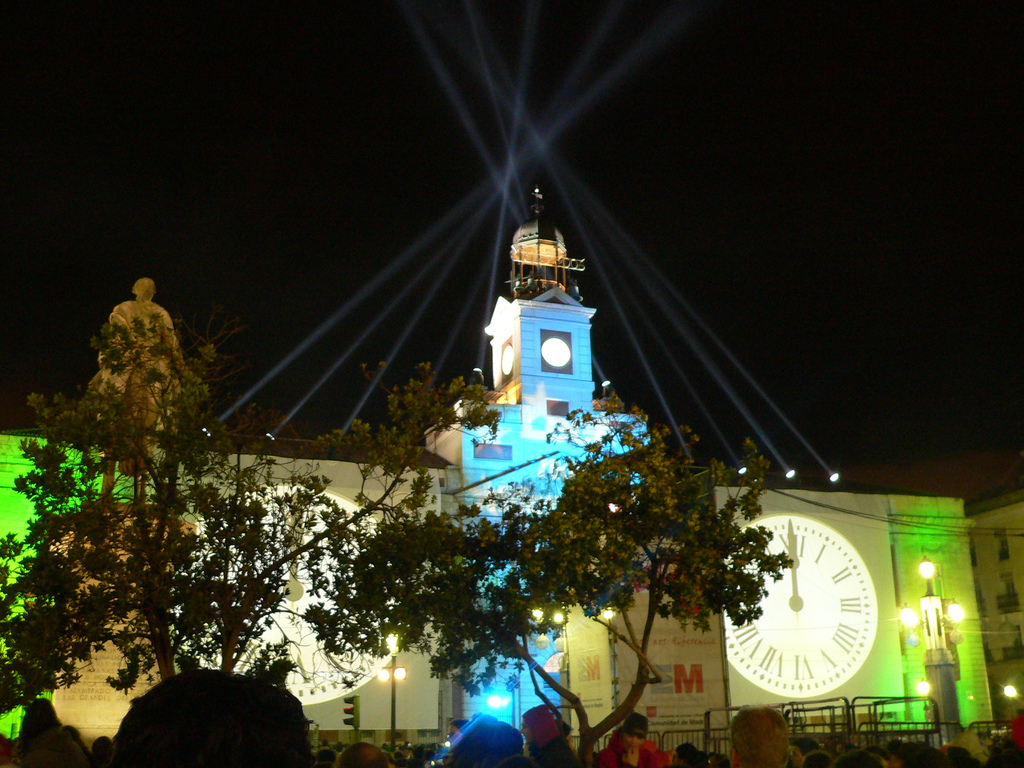
Пуерта-дель-Соль (2006)

Дванадцять виноградин (ісп. Doce uvas) — іспанський звичай, який своїм корінням сягає 1895 року, але офіційно введений лише 1909 року. Під дзвін курантів у передноворічну ніч іспанці з'їдають 12 виноградин. Вважається, що наступний рік буде щасливим для тих, хто подужає з'їсти виноградини впродовж останніх 12 секунд старого року. Кожна з виноградин символізує кожен прожитий місяць минулого року.
Згідно з хроніками, цей звичай ввели 1909 року алікантські винороби, які намагалися врятувати великий врожай винограду. У столиці Іспанії — Мадриді — звичай виконується на площі Пуерта-дель-Соль. В інших іспанських містах люди також збираються на площах, де й з'їдають 12 виноградин та вітають один одного з Новим роком.